# Armaguedon (álbum)
Armaguedon es un álbum de estudio por el bandoneonista de tango argentino Astor Piazzolla junto a su Conjunto Electrónico, grabado y editado en Italia durante 1977, fue lanzado por el sello Polydor, se trata de la banda sonora de la película Armaguedon  de 1977, dirigida por Alain Jessua.

## Antecedentes
Tras un acuerdo con el productor Alan Pagani, Astor Piazzolla selló una serie de contratos discográficos en Europa, dando inicio a lo que algunos biógrafos de Piazzolla llaman como el «periodo italiano». En el país peninsular escribió y grabó varios álbumes, incluyendo varias bandas sonoras como el presente álbum, además de Lumière en 1976, Quand la ville s'éveille en 1975, Il pleut sur Santiago en 1975 y Cadavres exquis en 1975. Se destacan además, Libertango, un álbum que tenía un marcado enfoque rockero que el Octeto Electrónico de 1976-1977 buscaría explotar aun más.

## Historia
El director del film, Alain Jessua conoció a Astor Piazzolla por medio de su productor ejecutivo, quién conocía la obra del músico argentino. Según Jessua, Piazzolla compuso y grabó la música para la película sin tener contacto ni colaboración con el resto del staff de la película, un hecho que el director de la misma consideró «frustrante», aunque recalcó que el resultado final fue bueno. Pese a ello, el director dijo sobre Piazzolla que «era un hombre encantador», mientras que el músico argentino destacó la profesionalidad del director y resaltó sus conocimientos en música -según Piazzolla el director era un gran admirador de Béla Bartók- y concluyó con que «me fui con la sensación de haber conocido un señorazo».

## Lanzamiento y reediciones
Armaguedon  se editó originalmente en 1977 en Francia por Polydor, en Argentina fue editado por el sello Trova con una portada diferente, y permaneció descatalogado hasta 1992, cuando se editó por primera vez en CD en Estados Unidos (también con diferente arte de tapa), por ANS Records, y en Europa por JBR Records en ese año también.

## Lista de temas
Todas las canciones escritas y compuestas por Astor Piazzolla. 
| Lado A |                                |          |  |
| N.º    | Título                         | Duración |  |
| 1.     | «Générique - Thème de Carrier» |          |  |
| 2.     | «Armaguedon»                   |          |  |
| 3.     | «Bureau de Poste de Gênes»     |          |  |
| 4.     | «Seul Tout Seul»               |          |  |
| 5.     | «Théâtre a Paris»              |          |  |
| 6.     | «Rue de Londres»               |          |  |
| 7.     | «Musée de Madame Tussaud»      |          |  |
| 8.     | «Les Halles»                   |          |  |
| 9.     | «Station Taxis»                |          |  |
| 10.    | «Parc de Saint-Cloud»          |          |  |
| 11.    | «Hôtel P.L.M.»                 |          |  |

Todas las canciones escritas y compuestas por Astor Piazzolla excepto donde se indica. 
| Lado B |                                             |               |          |  |
| N.º    | Título                                      | Voz           | Duración |  |
| 12.    | «Panique Au Théâtre»                        |               |          |  |
| 13.    | «Devant la Glace»                           |               |          |  |
| 14.    | «Canal a Ostende»                           |               |          |  |
| 15.    | «Chanson Pour un Homme Triste» (Jean Yanne) | Pauline Meyer |          |  |
| 16.    | «Chanson Pour un Homme Triste»              | Pauline Meyer |          |  |
| 17.    | «Hotel P.L.M. (Bandonéon)»                  |               |          |  |
| 18.    | «Quartier du Marais»                        |               |          |  |
| 19.    | «Ostende»                                   |               |          |  |
| 20.    | «Station Taxis»                             |               |          |  |
| 21.    | «Jeux du Théâtre»                           |               |          |  |
| 22.    | «Orchestre du Théâtre»                      |               |          |  |
| 23.    | «Final»                                     |               |          |  |

## Créditos
Conjunto Electrónico
- Astor Piazzolla - bandoneón, arreglos, dirección
- Hugo Heredia - flauta
- Mario Macchio - violín
- Renato Riccio - viola
- Ennio Miori - violonchelo
- Sergio Farina - guitarra
- Arnaldo Ciato - piano, fender rhodes
- Santino Palumbo - piano, órgano hammond
- Gigi Cappellotto - bajo
- Tullio De Piscopo - batería, percusión, efectos
- Sin acreditar - saxofón alto en «Panique au Théâtre», «Jeux du Théâtre», «Orchestre du Théâtre» y «Final»
- Pauline Meyer - voz en «Chanson pour un homme triste» Part. 1 y 2